# Ludwig Averkamp
Ludwig Averkamp  , né le 16 février 1927 à Velen dans la Rhénanie-du-Nord-Westphalie , Allemagne et mort le 29 juillet 2013 à Hambourg, Allemagne, est un prélat catholique allemand.

## Biographie
Ludwig Averkamp  est ordonné prêtre  en 1954. En 1973 il est nommé évêque titulaire de Thapsus (de) et évêque auxiliaire de Münster. Il est transféré à Osnabrück en 1985 et il devient le premier archevêque de Hambourg en 1994. 
Averkamp  prend sa retraite en 2002.